# Mainfähre Mühlheim
Die Mainfähre Mühlheim war eine seilgeführte Wagenfähre zwischen Mühlheim am Main auf der südlichen Main-Seite und dem nordmainischen Dörnigheim. Die Fährverbindung befand sich auf Höhe von Mainkilometer 50,62. Stromabwärts ist die nächste Mainquerung die Mainfähre Rumpenheim und stromaufwärts die Staustufe Mühlheim für Fußgänger und Radfahrer sowie die Steinheimer Mainbrücke für Fahrzeuge.
Die Mainfähre Mühlheim ist seit dem 11. Oktober 2017 – mit Ausnahme des 8. Juli 2019 – außer Betrieb. Bis dahin war sie eine von elf regelmäßig verkehrenden Mainfähren. Mit Beschluss des Kreises Offenbach vom 24. Juni 2020 wurde der Fährbetrieb endgültig eingestellt.

## Geschichte

### Anfänge und Nachkriegszeit
Im Jahr 1904 wurde an dieser Stelle vom Landkreis Offenbach erstmals eine Hochseil-Gierfähre eingerichtet und an Privatleute verpachtet. Die Fähre wurde durch Familie Schäfer aus Dörnigheim betrieben und soll ab 1923 elektrisch angetrieben worden sein. Die Stromzuführung erfolgte über die Hochseilanlage. Die Fähranlagen wurden 1945 zum Ende des Zweiten Weltkrieges gesprengt.
Schon zum Jahreswechsel 1945/46 erfolgte die Reparatur der Fähranlage und der Neubau einer Fähre. In der Bauliste der Bayerischen Schiffbaugesellschaft ist für 1945 als Baunummer 800 eine 25-Tonnen-Fähre für H. Schäfer, Dörnigheim verzeichnet. Dabei handelte es sich um eine elektrisch betriebene hochseilgeführte Oberleitungsfähre mit Seilnachen. Die Stromzuführung erfolgte über ein separates Oberleitungsseil, montiert an zwei zusätzlichen Masten, etwa zehn Meter flussabwärts von den Masten des Führungsseils.
Die zuletzt eingesetzte Fähre war hochseilgeführt, wurde 1963 auf der Schiffswerft Johann Hupp in Eibelstadt gebaut und ab 1971 als Fähre zwischen Mühlheim und Dörnigheim eingesetzt. Eigentümer war der Landkreis Offenbach. Betrieben wurde die Fähre ab 2001 von der Familie Spiegel.

### Ende des Fährbetriebs

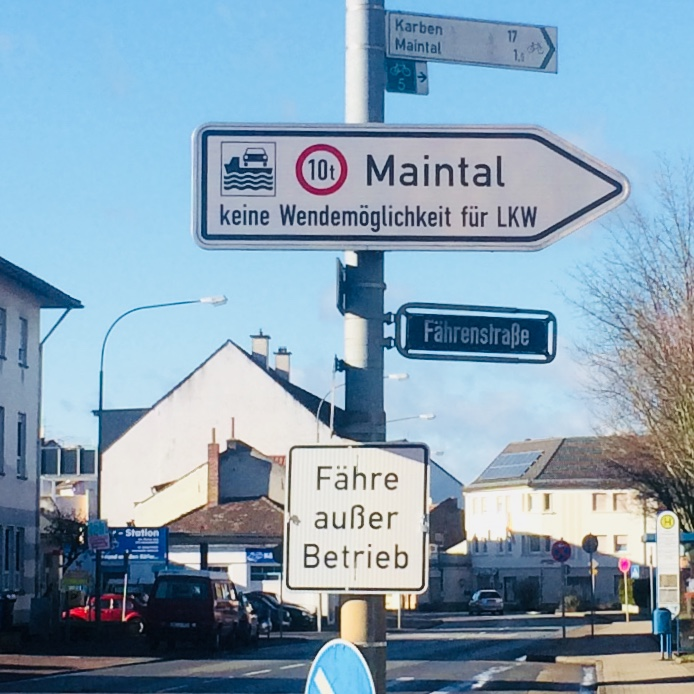
Wegweiser in Mühlheim am Main an der B 43 für die Mainfähre Mühlheim. Darunter der Hinweis Fähre außer Betrieb

Der Betrieb der Fähre wurde am 11. Oktober 2017 eingestellt. Grund hierfür war die fristlose Kündigung des Pachtvertrages durch den Kreis Offenbach. Diese war erforderlich, da die Pächterin mehrfach gegen Sicherheitsvorschriften verstoßen haben soll. Der Kreis Offenbach kündigte an, die Fähre erneut verpachten zu wollen, um den Fährbetrieb wieder aufzunehmen.
Am 8. Juli 2019 wurde der Fährbetrieb unter einem neuen Betreiber wieder aufgenommen, nachdem die Fähre zuvor repariert und wieder zu Wasser gelassen worden war. Allerdings kam es noch am selben Morgen zu einem Schaden, bei dem das Gierseil der Fähre riss und diese dann manövrierunfähig auf dem Main trieb. Sie musste von der Feuerwehr und dem Arbeitsschiff „Kinzig“ des Wasser- und Schifffahrtsamts Aschaffenburg geborgen werden. Die Fähre wurde wieder außer Betrieb genommen. Ab Oktober 2019 befand sie sich zur Vermeidung von Liegeschäden und Sicherheitsrisiken für den Schiffsverkehr im Frankfurter Osthafen. Am 8. Juni 2020 entschied der Kreisausschuss in Offenbach, die Fährverbindung endgültig einzustellen; der Kreistag stimmte dem am 24. Juni 2020 zu. Nach der Planung einer Versteigerung fand Anfang Dezember 2020 die MS Dörnigheim, wie diese Mainfähre auch genannt wird, über Ebay für € 6850,- einen neuen Besitzer. Im April 2021 ist vorgesehen, die Fähre vom Frankfurter Osthafen zum Maintaler Sporthafen zu schleppen, wo sie als Museums-Schiff einen Ehrenplatz erhalten soll.

## Technik der zuletzt eingesetzten FähreMartha
Die Fähre Martha ist 25,45 Meter über Klappen lang und hat eine Rumpflänge von 16,55 Meter. Beide Fährklappen sind jeweils 4,45 Meter lang. Die Breite der Fähre beträgt 7,80 Meter, die des Rumpfs 5,15 Meter. Die Seitenhöhe des Rumpfs beträgt 0,95 Meter. Der maximale Tiefgang beträgt 0,75 Meter, das Freibord 0,20 Meter. Die Fähre verdrängt 35 Tonnen.
Ursprünglich war die Fähre Martha eine Gierseilfähre ohne eigenen Antrieb. Im Laufe der Zeit erhielt sie zwei Schottel-Ruderpropeller als Hilfsantrieb. Diese wurden von einer Mercedes-Industriemaschine mit 46 Kilowatt angetrieben. Aus den Ausschreibungsunterlagen des Kreis Offenbach ist zu entnehmen, das zuletzt nur noch ein Schottel-Ruderpropeller als Antrieb zur Verfügung stand.
Die ursprüngliche Transportkapazität der Fähre Martha lag bei bis zu acht Autos oder bis zu 145 Personen. Die Tragfähigkeit der Fähre reduzierte sich aber durch die Anbauten (z. B. die beiden Schottel-Ruderpropeller und den Motor) und durch sicherheitsbedingte Erweiterungen auf Grund der Binnenschiffsuntersuchungsordnung. Seitdem durften nur noch sechs PKW (mit einem maximal zulässigen Gesamtgewicht von 2 Tonnen) und maximal 30 Personen übergesetzt werden. Das schwerste Landfahrzeug durfte ein maximal zulässiges Gesamtgewicht von 14 t nicht überschreiten. Die zulässige Einzel-/ Doppelachslast betrug 5,5 Tonnen. Eine der Auflagen aus dem Fährzeugnis lautete, dass bei der Beladung darauf zu achten ist, dass die Fahrzeuge so an Deck verteilt werden, dass die Fährklappen während der Überfahrt nicht ins Wasser hängen.

## Betriebszeiten und Tarife
Bis zur Einstellung des Betriebs im Oktober 2017 verkehrte die Fähre werktags von 6.00 Uhr bis 21.00 Uhr. Sonn- und feiertags ruhte der Betrieb. Die Fährtarife begannen ab 30 Cent für eine Einzelfahrt eines Fußgängers und reichten von 1,00 Euro für Autos bis zu 4,00 Euro für Transporter. Fahrkarten des Rhein-Main-Verkehrsverbundes (RMV) wurden nicht anerkannt, obwohl die Fähre mit der Liniennummer OF-39 in dessen Nummernschema eingegliedert war.
Für den Betrieb ab dem 8. Juli 2019 war eine Betriebszeit täglich von 6 bis 21 Uhr und Fährtarife von 70 Cent (für Fußgänger) bis 4,80 Euro (für Transporter) vorgesehen.